# 4 Love
「4 Love」（フォー・ラブ）は、minkの2枚目のシングル。

## 概要
2006年4月19日に発売された。キャッチコピーは「真実の歌声がここに…」。
ラブソングで構成された全4曲で、楽曲それぞれでバラードやR&Bなど違うジャンルのものを収録している。クアトロA面シングル（4曲A面シングル）として発表され、4曲中3曲にタイアップが付いている（3曲はアルバム『Shalom』にも収録）。

## 収録曲
1. Eternal Love
  - 全国松竹系公開映画『小さき勇者たち 〜GAMERA〜』主題歌
2. Secret Garden
  - music.jp TVCFソング
3. Like There Is No Tomorrow
  - テレビ朝日系『奇跡の扉 TVのチカラ』エンディングテーマ
4. Could It Get Better